# ヒューム‐ロザリーの法則
ヒューム‐ロザリーの法則とは、ウィリアム・ヒューム＝ロザリーが発表した2元合金の溶解度や金属間化合物に関するさまざまな法則のことである。ヒューム‐ロザリーの法則は初めは経験則だったが、その後、物理学者ネヴィル・モット、ジョーンズによって理論的に解明された。
主に、原子容積効果、電子濃度による固溶限、相対原子価効果、化学的親和力効果などがある。これらの法則を満たしていない場合は、合金は固溶しにくいということを示している。特に、1934年に発表された「原子容積効果」と「電子濃度による固溶限」に関する法則は学会に衝撃を与え、影響力が大きかった。

## 2元合金の溶解度に関する法則

### 原子容積効果
置換型固溶体の原子寸法因子に関する法則である。
主成分金属の原子半径をr0 、合金成分元素の原子半径をrA とする。|r0 - rA |/r0の値が15%以内だと、一般的に固溶度は大きい。そして15%を超えると、固溶度は非常に低くなる。つまり、置換型固溶体について、大きさの近い原子同士の溶解度は大きく、大きさの相違が大きい原子同士ほど溶解度が小さいことを示している。
鉄合金の場合を考えると、
- 完全に固溶する:Co、Cr、Mn、Ni、Pt、V
- 大量に固溶する:Al、Be、Ge、Sb、Si
- 固溶しにくい:C、Cu、N、Nb、P、Sn、Ti
- ほとんど固溶しない:Ag、B、Cd、Mg、O、Pb、S

となる。

### 電子濃度による固溶限
合金成分元素について、価電子の総数e と総原子数a の比e /a 、すなわち電子濃度の値と固溶限（合金として溶け込む限界）に関する法則である。
例として、1価の主成分金属にz価数の合金成分元素を濃度cまで加えると、伝導体中の電子数は、原子1個あたり
{\displaystyle {e \over a}=1+(z-1)c}
となる。 そして、合金成分元素はe /a = 1.4 程度の電子濃度まで固溶できる。つまり、主成分金属に対して、合金成分元素の価数が上がるにつれて、固溶限が小さくなる。
e /a = 1.4 という電子濃度に相当する合金成分元素の固溶限の原子%は、2価金属ならば40at%、3価金属ならば20at%、4価金属ならば13.3at%、5価金属ならば10at%となる。
この理由は、電子濃度が1.4程度までは、固溶体の自由エネルギーが低く、1.4を超えると固溶体の自由エネルギーが急激に高くなる。そして、1.4を超えると2相の方が自由エネルギーが低くなり、固溶体を維持できなくなることによる。

### 化学的親和力効果
合金元素の電気陰性度に関する法則である。
電気化学的に正なA原子、電気化学的に負なB原子がある。このとき、A、B両原子の電気陰性度には大きな差があるため、両原子から成る固溶体を形成しにくくなる。このような場合は、たいてい両原子の間に安定な金属間化合物を作りやすい。このような金属間化合物を電気化学的化合物という。

### 相対原子価効果
固溶体を形成する、すべての条件（原子容積効果、電子濃度による固溶限、化学的親和力効果）が満たされる時、主成分金属が低原子価の場合は高原子価の合金金属元素を固溶しやすいが、逆に主成分金属が高原子価の場合は低原子価の合金金属元素をあまり固溶しないという法則である。

## 金属間化合物に関する法則（価電子数について）
遷移金属と、比較的金属性の高いⅡ・Ⅲ・Ⅳ族元素との間の金属間化合物では、結晶構造が同じであれば、価電子の総数と総原子数の比e /a （電子濃度）はある一定値（3/2、21/13、7/4）になるという法則である。
これは、ある種の金属間化合物の結晶構造が電子構造により決まることを示している。このような金属間化合物を電子化合物、またはヒューム-ロザリー型化合物という。